# Condensat de quark superior

Top quark

En física de partícules, la teoria del condensat de quark superior (o condensació superior) és una alternativa al bosó de Higgs fonamental del model estàndard, on el bosó de Higgs és un camp compost, compost pel quark superior i el seu antiquark. Els parells de quark superior i antiquark estan units per una nova força anomenada topcolor, anàloga a la unió dels parells de Cooper en un superconductor BCS, o mesons en les interaccions fortes. El quark superior és molt pesat, amb una massa mesurada d'aproximadament 174 GeV (comparable a l'escala electrofeble ) i, per tant, el seu acoblament Yukawa és d'unitat d'ordre, cosa que suggereix la possibilitat d'una dinàmica d'acoblament forta a escales d'alta energia. Aquest model intenta explicar com l'escala electrofeble pot coincidir amb la massa del quark superior.

## Història
La idea va ser descrita per Yoichiro Nambu i posteriorment desenvolupat per Miransky, Tanabashi i Yamawaki (1989) i William A. Bardeen, Christopher T. Hill i Manfred Lindner (1990), que van connectar la teoria amb el grup de renormalització i va millorar les seves prediccions.
El grup de renormalització revela que la condensació del quark superior es basa fonamentalment en el "punt fix infraroig" de l'acoblament Higgs-Yukawa del quark superior, proposat per Pendleton i Ross (1981). i Hill, El punt fix "infraroig" va predir originalment que el quark superior seria pesat, contràriament a la visió predominant de principis dels anys vuitanta. De fet, el quark superior es va descobrir l'any 1995 a la gran massa de 174 GeV. El punt fix infrarojo implica que està fortament acoblat al bosó de Higgs a energies molt altes, corresponent al pol de Landau de l'acoblament Higgs-Yukawa. A aquesta escala alta es forma un Higgs en estat lligat, i a l'"infraroig", l'acoblament es relaxa fins al seu valor mesurat d'unitat d'ordre pel grup de renormalització. La predicció de punt fix del grup de renormalització del model estàndard és d'uns 220 GeV, i la massa superior observada és aproximadament un 20% inferior a aquesta predicció. Els models de condensació superior més simples ara s'han descartat pel descobriment del LHC del bosó de Higgs a una escala de massa de 125 GeV. Tanmateix, les versions esteses de la teoria, que introdueixen més partícules, poden ser coherents amb les masses de quark superior i bosó de Higgs observades.

## Futur
El bosó de Higgs compost sorgeix de manera natural en els models Topcolor, que són extensions del model estàndard que utilitzen una nova força anàloga a la cromodinàmica quàntica. Per ser natural, sense un ajustament excessiu (és a dir, per estabilitzar la massa de Higgs a partir de grans correccions radiatives), la teoria requereix una nova física a una escala d'energia relativament baixa. Situant la nova física a 10 TeV, per exemple, el model prediu que el quark superior serà significativament més pesat del que s'observa (al voltant de 600 GeV vs. 171 GeV). Els millors models de balancí, també basats en Topcolor, eviten aquesta dificultat.
La massa de quark superior prevista millora amb el punt fix si hi ha molts escalars de Higgs addicionals més enllà del model estàndard. Això pot indicar una rica espectroscòpia de nous camps de Higgs compostos a escales d'energia que es poden sondar amb l'LHC i les seves actualitzacions.
La idea general d'un bosó de Higgs compost, connectat d'una manera fonamental amb el quark superior, segueix sent convincent, tot i que potser encara no s'entén tots els detalls.